# のぼせもんやけん
『のぼせもんやけん』は、小松政夫による自伝的長編小説シリーズ。第1作『のぼせもんやけん 昭和三〇年代横浜〜セールスマン時代のこと。』が2006年6月に、第2作『のぼせもんやけん2 植木等の付き人時代のこと。』が2007年12月に竹書房より刊行された。
本作を原案として『植木等とのぼせもん』（うえきひとしとのぼせもん）と題しテレビドラマ化され、2017年9月から10月にNHK総合「土曜ドラマ」枠にて放送された。

## 書誌情報
- のぼせもんやけん 昭和三〇年代横浜〜セールスマン時代のこと。（2006年6月22日、竹書房、ISBN 978-4-8124-2759-0）
- のぼせもんやけん2 植木等の付き人時代のこと。（2007年12月21日、竹書房、ISBN 978-4-8124-3273-0）

## テレビドラマ
『植木等とのぼせもん』（うえきひとしとのぼせもん）と題して、NHK総合テレビジョンの「土曜ドラマ」（20:15 - 20:43）で2017年9月2日から10月21日まで放送された。主演は山本耕史。全8回。

### 概要
俳優・コメディアンで日本喜劇人協会会長も務める小松政夫の自伝的小説『のぼせもんやけん』を原案として、「無責任男」を演じ「スーダラ節」を歌って時代の寵児となった「明るい昭和」を象徴するエンターテイナー・植木等と、植木に弟子入りして付き人兼運転手を務め植木のことを「親父さん」と慕った「のぼせもん」こと小松政夫との師弟関係の物語を、当時の映画やテレビバラエティ番組の熱気あふれる撮影現場を背景に描く。
植木等の活躍を描く本作品の見せ場の一つとして、昭和30年代の人気バラエティ番組『シャボン玉ホリデー』を再現。園まり役の山本彩が「逢いたくて逢いたくて」を、伊東ゆかり役の中川翔子が「小指の想い出」を、奥村チヨ役の鈴木愛理が「ごめんネ…ジロー」を、ザ・ピーナッツ役の鈴木みな・まりあが「ふりむかないで」をそれぞれ披露。またハナ肇とクレージーキャッツ役には楽器演奏が得意なキャストを配して、実際にバンド演奏を披露する。

### キャスト

#### 主要人物
- 植木等 - 山本耕史[3]
- 松崎雅臣（※のちの小松政夫） - 志尊淳[4]
- ハナ肇 - 山内圭哉[5]
- 谷啓 - 浜野謙太[6]
- 鎌田みよ子（理髪店理容師） - 武田玲奈[7]
- 先坂夫人 - 萬田久子
- 園まり - 山本彩
- 伊東ゆかり - 中川翔子[8]
- 奥村チヨ - 鈴木愛理
- 松崎ハツエ（松崎の母） - 富田靖子
- 鎌田巌（理髪店店主） - でんでん
- 萩原哲晶（作曲家） - うじきつよし
- ブルーリボン賞司会 - ラサール石井
- 渡辺晋（渡辺プロ社長） - 高橋和也[9]
- 藤本真澄（映画プロデューサー） - 白井晃
- 古澤憲吾（映画監督）- 勝村政信
- ツル子ママ（スナックのママ） - 坂井真紀[10]
- 植木登美子（植木の妻） - 優香[11]
- 植木徹誠（植木の父） - 伊東四朗[12][注 3]

#### その他
- 久野征四郎（若手の二枚目俳優） - 中島歩
- 青島幸男（構成作家、作詞家） - 安井順平[9]
- ディレクター - 岡田浩暉
- 衣装部栗原 - 澤部佑
- クレージーキャッツ
  - 犬塚弘 - 深水元基[13]
  - 安田伸 - 西村ヒロチョ
  - 石橋エータロー - パーマ大佐
  - 桜井センリ - 小畑貴裕
- ザ・ピーナッツ - 鈴木みな・まりあ
- サラリーマンA - じろう（シソンヌ）
- サラリーマンB - 長谷川忍（シソンヌ）

### スタッフ
- 原案・語り[注 4] - 小松政夫『のぼせもんやけん 昭和三〇年代横浜〜セールスマン時代のこと。』[14]『のぼせもんやけん2 植木等の付き人時代のこと。』[9][14]【竹書房】
- 脚本 - 向井康介
- 音楽 - 林ゆうき
- 芸能考証 - 渡辺プロダクション
- 制作統括 - 佐野元彦、須崎岳（NHKエンタープライズ）、中村高志（NHKドラマ番組部）
- プロデューサー - 竹内敬明
- 演出 - 西谷真一、榎戸崇泰（NHKエンタープライズ）[15]
- 制作 - NHKエンタープライズ
- 制作・著作 - NHK

### 放送日程
| 各話                                                         | 放送日   | サブタイトル    | 演出     | 劇中歌 | 視聴率 |
| ------------------------------------------------------------ | -------- | --------------- | -------- | --- | ------ |
| 第1回                                                        | 09月02日 | 誕生 スーダラ節 | 西谷真一 | スーダラ節（歌：山本耕史） 無責任一代男（歌：山本耕史） ウナ・セラ・ディ東京（歌：鈴木みな・まりあ）                           | 10.2%  |
| 第2回                                                        | 09月09日 | 植木さんの親心  | 西谷真一 | ふりむかないで（歌：鈴木みな・まりあ）                                                                                         | 7.8%   |
| 第3回                                                        | 09月16日 | 俺たち戦友      | 西谷真一 | だまって俺について来い（歌：山本耕史） ホンダラ行進曲（歌：山本耕史）                                                          | 8.1%   |
| 第4回                                                        | 09月23日 | スターの誇り    | 西谷真一 | ごめんネ･･･ジロー（鈴木愛理） ゴマスリ行進曲（歌：山本耕史） ハイそれまでョ（歌：山本耕史） 逢いたくて逢いたくて（歌：山本彩） | 7.1%   |
| 第5回                                                        | 09月30日 | 弟子の名は。    | 榎戸崇泰 | 逢いたくて逢いたくて（歌：山本彩） ふりむかないで（歌：鈴木みな・まりあ）                                                      | 7.8%   |
| 第6回                                                        | 10月07日 | オヤジたるもの  | 榎戸崇泰 | さよならはダンスの後に（歌：中川翔子） 柔（歌：山本耕史）                                                                      | 9.0%   |
| 第7回                                                        | 10月14日 | 可愛い子には    | 榎戸崇泰 | 小指の想い出（歌：中川翔子）                                                                                                   | 9.0%   |
| 最終回                                                       | 10月21日 | スーダラ伝説    | 西谷真一 | 逢いたくて逢いたくて（歌：山本彩） スーダラ節（歌：山本耕史） スーダラ伝説（歌：植木等）                                       | 8.9%   |
| （視聴率はビデオリサーチ調べ、関東地区・世帯・リアルタイム） |          |                 |          | |        |

### 関連番組
- 「植木等の時代」の魅力に迫る!（2017年8月26日 22:20 - 22:54、NHK総合テレビジョン）
出演 - 小松政夫、山本耕史、志尊淳、松任谷由実
- プレミアムシネマ（NHK BSプレミアム）
本作品放送にあわせて以下のクレージー映画6作品を放送。
  - ニッポン無責任時代（2017年9月4日）
  - ニッポン無責任野郎（2017年9月11日）
  - 日本一のホラ吹き男（2017年9月18日）
  - 花のお江戸の無責任（2017年9月25日）
  - 大冒険（2017年10月3日）
  - クレージーの無責任清水港（2017年10月9日）

### 関連商品
CD
- NHK土曜ドラマ「植木等とのぼせもん」オリジナル・サウンドトラック&明るい昭和の音楽集（2017年10月11日、ワーナーミュージック・ジャパン、WPCL-12783/4）

| NHK総合テレビジョン 土曜ドラマ                           | NHK総合テレビジョン 土曜ドラマ               | NHK総合テレビジョン 土曜ドラマ                                          |
| 前番組                                                   | 番組名                                       | 次番組                                                                  |
| -------------------------------------------------------- | -------------------------------------------- | ----------------------------------------------------------------------- |
| 1942年のプレイボール （2017.8.12） ※土曜ドラマスペシャル | 植木等とのぼせもん (2017年9月2日 - 10月21日) | 大河ファンタジー 精霊の守り人 最終章 （2017年11月25日 - 2018年1月27日） |